# Wiara w Słowo Boże
Wiara w Słowo Boże – ogólnoświatowa seria kongresów (dużych spotkań religijnych), zorganizowanych przez Świadków Jehowy w przeszło 150 krajach. Kongresy rozpoczęły się 23 maja 1997 roku na półkuli północnej, a zakończyły w styczniu 1998 roku na półkuli południowej.

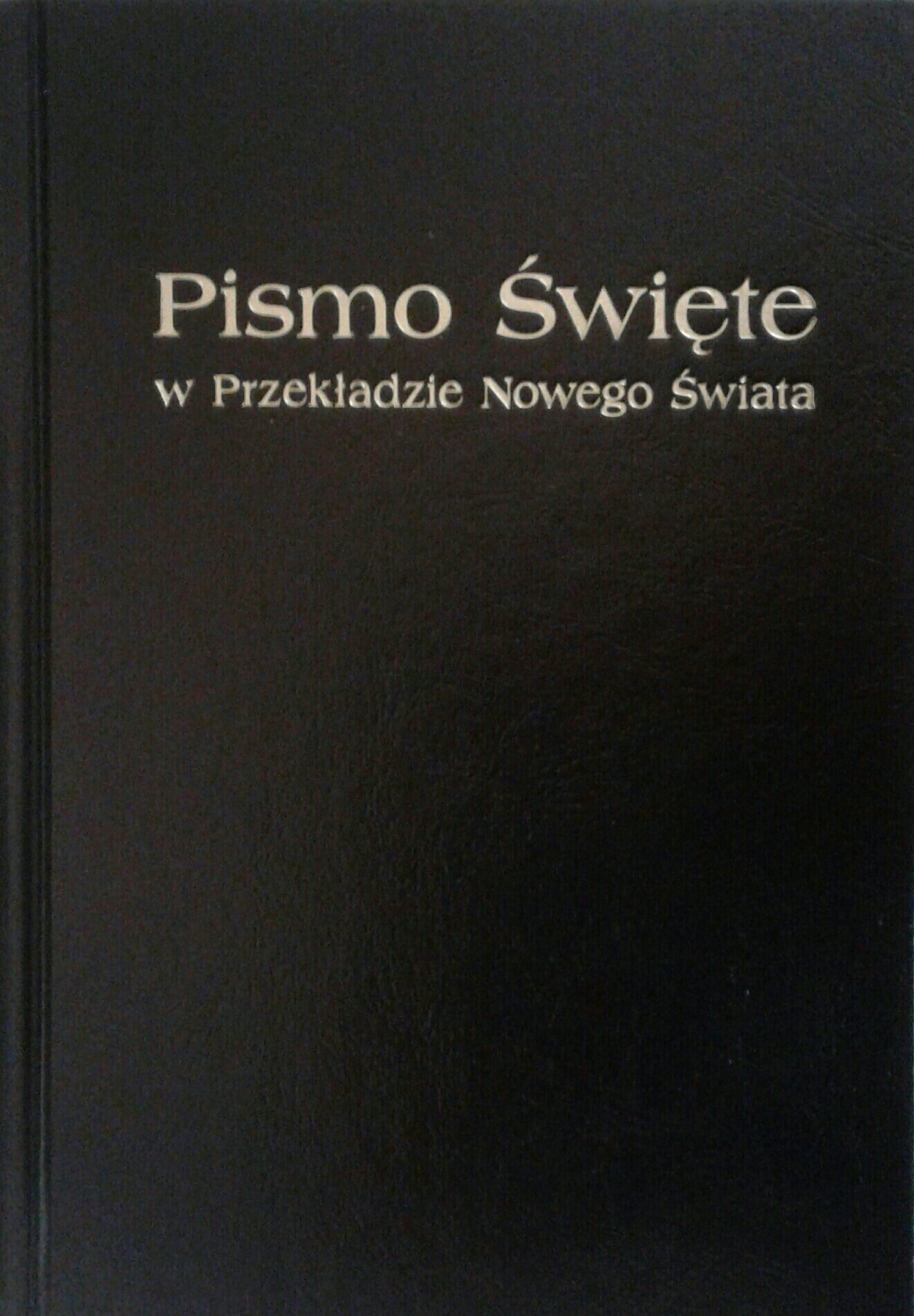
Pismo Święte w Przekładzie Nowego Świata – ogłoszenie wydania w j. polskim na kongresie w 1997 roku

## Kongresy
Odbyło się około 2000 zgromadzeń w ponad 150 krajach.

### Polska
Zorganizowano 22 kongresy. Na większości program był też tłumaczony na polski język migowy.
28 czerwca 1997 roku ważnym punktem kongresów w Warszawie i we Wrocławiu było jednoczesne ogłoszenie wydania polskiej wersji językowej całego Pisma Świętego w Przekładzie Nowego Świata. Ogłoszenie to było powtórzone na kolejnych kongresach odbywających się potem w innych miastach.
- 27–29 czerwca:
  - Warszawa, Stadion Legii
  - Wrocław, Stadion Olimpijski
- 4–6 lipca:
  - Kraków, Stadion Cracovii
  - Lublin, Stadion Motoru Lublin
  - Szczecin, Stadion Arkonii
  - Zabrze, Stadion Górnika Zabrze
- 11–13 lipca
  - Katowice, Stadion GKS Katowice
  - Łódź, Stadion Startu Łódź
  - Olsztyn, Stadion OSiR
  - Rzeszów, Stadion Stali Rzeszów
- 18–20 lipca:
  - Białystok, Stadion Hetmana
  - Gdańsk, Stadion Lechii
  - Jastrzębie-Zdrój, Stadion Miejski
  - Wałbrzych, Stadion Miejski
- 25–27 lipca:
  - Częstochowa, Stadion Włókniarza
  - Poznań, Stadion Olimpii
  - Starachowice, Stadion Staru
  - Zamość, Stadion OSiR
- 1–3 sierpnia
  - Bydgoszcz, Stadion Zawiszy
  - Kalisz, Stadion KS Calisia
  - Koszalin, Stadion Gwardii[7]
  - Zielona Góra, Stadion MOSiR

### Filipiny
Filipinach liczba obecnych na kongresach przekroczyła 300 000 osób.

### Grecja
23 sierpnia 1997 roku na kongresach w Grecji ogłoszono wydanie Pisma Świętego w Przekładzie Nowego Świata w języku greckim.

### Kanada
9 spośród 37 kongresów w Kanadzie odbyło się w prowincji Quebec. Na kongresie w mieście Quebec zebrało się 9213 osób. Przez pięć kolejnych weekendów odbywały się kongresy w Sherbrooke. Łączna liczba obecnych w tej prowincji wyniosła 32 181 osób.

### Korea Południowa
W 1997 roku w Korei Południowej zorganizowano pierwszy kongres dla osób głuchych i niedosłyszących w koreańskim języku migowych. Liczba obecnych wyniosła 1174 osób.

### Sierra Leone
Pomimo trwającej wojny domowej, w Sierra Leone w drugiej połowie 1997 roku odbył się kongres na Stadionie Narodowym we Freetown. Podczas ostatniego dnia programu na stadion wkroczyli żołnierze RUF (Zjednoczonego Frontu Rewolucyjnego) i nakazali opuścić stadion, po długiej dyskusji ustąpili i odeszli. Obecnych było wtedy ponad 1000 osób, z czego 27 zostało ochrzczonych. Wielu podjęło się ryzykownej wyprawy do Bo i wysłuchało tam programu raz jeszcze.

### Sri Lanka
W roku 1997 w Sri Lance po raz pierwszy odbył się kongres w trzech językach. Cały program przedstawiono jednocześnie po angielsku, syngalesku i tamilsku.

### Stany Zjednoczone
W Stanach Zjednoczonych zorganizowano 193 kongresów: 143 w języku angielskim, 35 w języku hiszpańskim i 15 w językach: amerykańskim migowym, chińskim, francuskim, greckim, japońskim, koreańskim, portugalskim, tagalskim, wietnamskim i włoskim.

## Ważne punkty programu
Program miał na celu umocnić wiarę w Jehowę Boga oraz w Słowo Boże, Biblię. Program każdego dnia kongresu był oparty na myśli przewodniej („Słowo Boże jest prawdą i podstawą naszej wiary”, „Naśladujmy, Udoskonaliciela naszej wiary’”, „Żyjmy dzięki wierze”).
- Dramat biblijny (przedstawienie kostiumowe): Zachowuj szczere oko (wydany potem w formie słuchowiska)[18]
- Wykład publiczny: Wiara a twoja przyszłość[19]